# Mikkel Jensen (racerförare)
Ej att förväxla med fotbollsspelaren Mikkel Jensen.
Mikkel Jensen, född den 31 december 1994 i Århus är en dansk racerförare. 

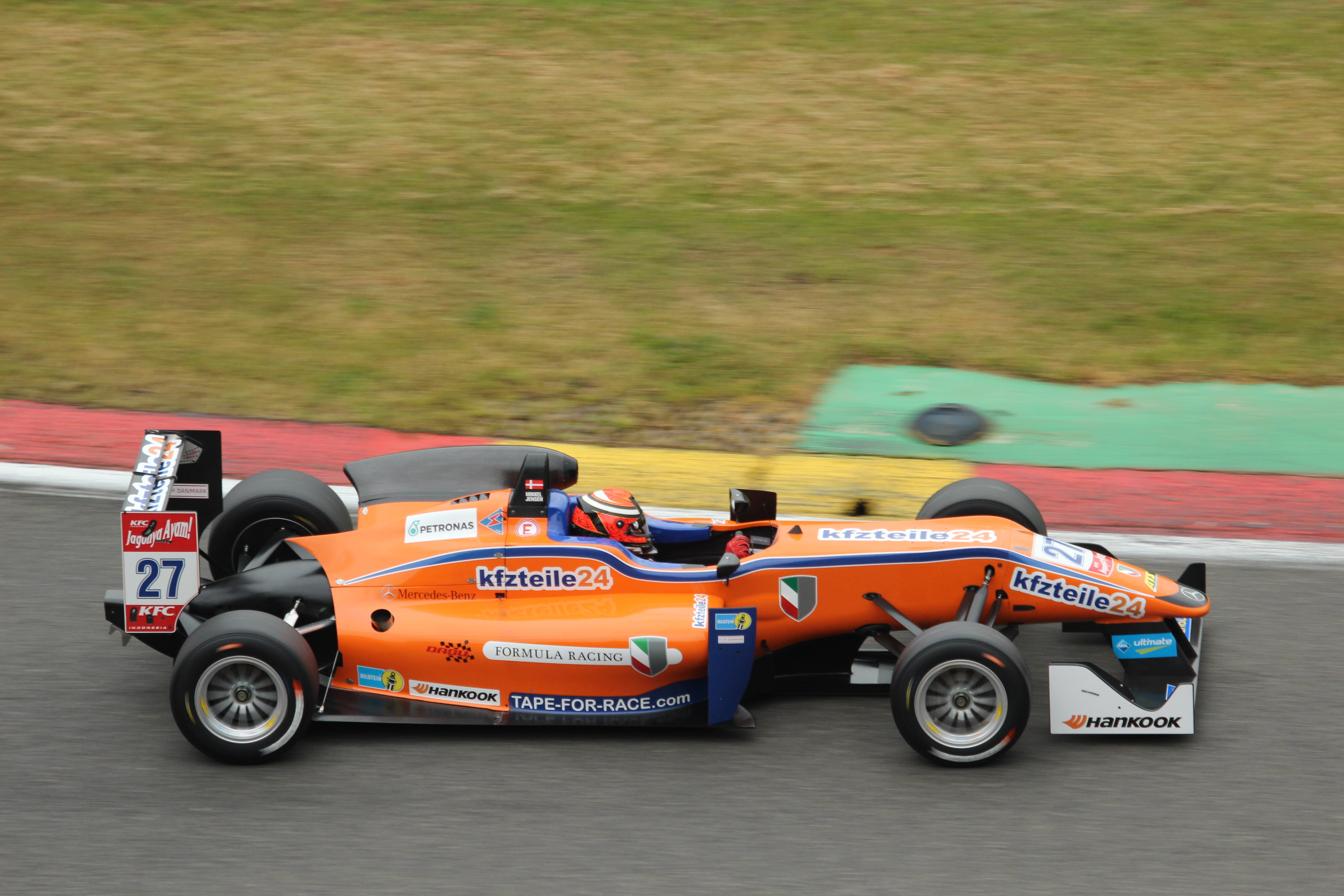
Mikkel Jensen på Spa-Francorchamps i European Formula Three Championship 2015.